# Отторіно Казанова
Отторіно Казанова (італ. Ottorino Casanova, 23 листопада 1906, Гуасталла — 23 вересня 1986, Гуасталла) — італійський футболіст, що грав на позиції нападника.
Виступав, зокрема, за клуби «Реджана», «Дженоа» та «Катанія».

## Ігрова кар'єра
У дорослому футболі дебютував 1923 року виступами за команду «Парма», в якій провів один сезон, взявши участь у 2 матчах чемпіонату.
Згодом з 1925 по 1927 рік грав у складі команд «Корнільянезе» та «Про Кальчіо Гуасталла». Після цього два сезони відіграв у складі клубу «Реджана», що виступав у вищому дивізіоні, хоча й був одним з аутсайдерів тих чемпіонатів.
Казанова зумів звернути увагу на себе і отримав запрошення від сильного італійського клубу «Дженова 1893», до складу якого приєднався 1929 року. Відіграв за генуезький клуб наступні чотири сезони своєї ігрової кар'єри. Більшість часу, проведеного у складі «Дженоа», був основним гравцем команди. В сезоні 1929-30 став з командою срібним призером чемпіонату Італії.
Влітку 1930 року «Дженова 1893» знову участь у Кубку Мітропи як віце-чемпіон Італії. За волею жереба, команда другий рік поспіль в чвертьфіналі зіграла з віденським «Рапідом». В першому матчі в Генуї суперники зіграли внічию 1:1, а у Відні впевнену перемогу здобули австрійці — 1:6.
1933 року уклав контракт з клубом «Катанія», у складі якого провів наступні чотири роки своєї кар'єри гравця. Граючи у складі «Катанії» також здебільшого виходив на поле в основному складі команди.
Завершив ігрову кар'єру у команді «Реджана», у складі якої вже виступав раніше. На той момент клуб виступав в Серії С.
Помер 23 вересня 1986 року на 80-му році життя у місті Гуасталла.

## Статистика виступів

### Статистика виступів у Кубку Мітропи
| №                      | Розіграш               | Стадія                 | Дата та місце проведення | Команда 1              | Рахунок | Команда 2      | Голи |
| ---------------------- | ---------------------- | ---------------------- | ------------------------ | ---------------------- | ------- | -------------- | ---- |
| 1                      | 1930                   | 1/4                    | 13.07.1930 Генуя         | Дженоа                 | 1:1     | Рапід (Відень) |      |
| 2                      | 1930                   | 1/4                    | 3.09.1930 Відень         | Рапід (Відень)         | 6:1     | Дженоа         |      |
| Всього у кубку Мітропи | Всього у кубку Мітропи | Всього у кубку Мітропи | Всього у кубку Мітропи   | Всього у кубку Мітропи | 2       |                | 0    |

## Титули і досягнення
- Срібний призер Серії А (1):

«Дженоа»: 1930